# Jan Engels
Jan Engels o Jean Engels (Sint-Genesius-Rode, 11 de maig de 1922 - Heverlee, 17 d'abril de 1972) va ser un ciclista belga, professional entre 1945 i 1952. En el seu palmarès destaca la Lieja-Bastogne-Lieja de 1945. El 1948 va vestir el mallot groc del Tour de França durant una etapa.

## Palmarès
- 1944
  - 1r del Premi de Pamel
- 1945
  - 1r de la Lieja-Bastogne-Lieja
  - 1r a Sint-Genesius-Rode
  - 1r del Gran Premi de les Ardenes
  - Vencedor d'una etapa a la Volta a Bèlgica
- 1946
  - Vencedor d'una etapa a la Volta a Bèlgica i 2n de la general
- 1947
  - 1r de la Roubaix-Huy
  - 1r a l'Omnium de la Ruta

### Resultats al Tour de França
- 1948. 22è de la classificació general.  Porta el mallot groc 1 dia